# On Stage - February 1970
On Stage är ett livealbum av den amerikanske sångaren och musikern Elvis Presley, släppt av RCA Records den 23 juni 1970. Albumet består av liveinspelningar gjorda på International Hotel i Las Vegas den 16–19 februari 1970, förutom två låtar som spelades in på samma ställe den 25 augusti 1969. Albumet är en uppföljare till dubbelalbumet From Memphis to Vegas/From Vegas to Memphis, där den ena skivan (Elvis In Person) också består av liveinspelningar från International Hotel i Las Vegas gjorda i augusti 1969. Skillnaden mellan dessa båda album var att medan Elvis In Person huvudsakligen bestod av Elvis Presleys tidigare hitlåtar, var låtarna på On Stage uteslutande andra artister hitlåtar, vilka vid denna tid inte förknippades med Elvis. En av dessa låtar var "The Wonder of You", som Elvis kom att ge ut som singel och som kom att bli en stor internationell hit och bland annat toppa den brittiska singellistan under sex veckors tid. En annan låt på albumet var "See See Rider", som Elvis senare kom att använda som standardöppningslåt på sina konserter.
Albumet utmärkte sig genom att vara det första där artistens [Elvis] namn förekom endast på omslagets rygg, samtidigt som det var det andra Elvisalbumet (efter For LP Fans Only) där artistens namn inte alls förekom på albumets framsida (eller baksida). Det nådde som bäst 13:e plats på Billboard 200-listan i USA, och 2:a plats på UK Albums Chart i Storbritannien. Albumet certifierades guld 1971 och platina 1999 av Recording Industry Association of America (RIAA), för en försäljning av över en miljon exemplar i USA.

## Bakgrund
För Elvis Presley hade slutet av 1960-talet varit hans framgångsrikaste period sedan 1960-talets början, såväl kommersiellt som artistiskt. Hans så kallade återkomst som en kraft på musikscenen genom NBC:s tv-special och det åtföljande albumet Elvis (NBC TV Special) vid juletid 1968, ledde till att han i januari och februari 1969 kom att spela in på American Sound Studio i Memphis under ledning av producenten Chips Moman, och skapa något av sin bästa och mest kritikerrosade musik någonsin, samtidigt som han i juli återvände till att uppträda live inför publik för första gången på nästan ett årtionde.
Inspelningssession på American Sound Studio gav upphov till flera framgångsrika och lovprisade album och singlar, som albumet From Elvis in Memphis och dubbelalbumet From Memphis to Vegas/From Vegas to Memphis, vilket bestod av uppföljaren från American Sound-sessionerna, Back in Memphis, och livealbumet Elvis in Person at the International Hotel, Las Vegas, Nevada med låtar från hans första liveframträdande på International Hotel i Las Vegas under perioden 31 juli–28 augusti 1969. American Sound-sessionerna resulterade dessutom i flera singlar som hamnade högt på topplistorna. "In the Ghetto" nådde i USA 3:e plats på singellistan, "Suspicious Minds" kom att toppa densamma, och "Don't Cry Daddy" nådde som bäst plats 6.

## International Hotel, Las Vegas, 26 januari–23 februari 1970
Efter den första fyraveckorsperioden i Las Vegas 1969 bokade Elvis Presleys manager, Tom Parker, Elvis för en ny fyraveckorsperiod på International Hotel, bara fem månader efter att Elvis hade avslutat den förra spelningen. Den 26 januari fram till den 23 februari 1970 gav han sammanlagt 57 föreställningar, vilka alla var utsålda med ett nytt publikrekord.
Inför Las Vegas-framträdandet övade och repeterade Elvis Presley och bandet på de låtar som han tänkte sig skulle kunna ingå i showen. Repetitionerna skedde först i RCA Studios i Hollywood i Kalifornien med start den 10 januari, och de fortgick till den 16 januari. Repetitionerna fortsatte därefter på International Hotel i Las Vegas den 22–23 januari i Conference Room C och den 24 till öppningsdagen den 26 januari på scenen i 
Main Showroom.
I början av repetitionerna prövade Elvis flera låtar som sedan övergavs. Det var dels låtar som Elvis tidigare hade spelat in i studio, som "Memphis, Tennessee", "Any Day Now" och "It Hurts Me", dels sådana som han inte tidigare hade spelat in, som "I Was Born About Ten Thousand Years Ago", Joe Cockers nyliga hitlåt "Delta Lady" och balladen "Love Letters in the Sand", som hade varit en hitlåt för Pat Boone 1957.
Sedan förra Las Vegas-säsongen 1969 hade vissa förändringar av bandet skett. Glen D. Hardin hade ersatt Larry Muhoberac på piano och Bob Lanning hade ersatt Ronnie Tutt på trummor. I övrigt var bandet detsamma som 1969 med James Burton på leadgitarr, John Wilkinson på kompgitarr, Jerry Scheff på elbas och Charlie Hodge på akustisk gitarr och sång. Bakgrundsången sköttes av grupperna "The Imperials" och "The Sweet Inspirations". Utöver detta tillkom i Las Vegas också Bobby Morris & The Bobby Morris Orchestra.
Den stora förändringen hade dock skett i urvalet av låtar. Under sitt första Las Vegas-engagemang hade Elvis Presley koncentrerat sig på sina egna tidigare hitlåtar, medan han i detta sitt andra valde att fokusera mer på andras, och låtvalet hade anpassats genom att flera av de aktuella hitsinglarna hade medtagits – inte bara "In the Ghetto" och "Suspicious Minds", utan också de senaste hitlåtarna "Don't Cry Daddy" och "Kentucky Rain". Elvis fortsatte att framföra ett antal av de gamla favoritlåtarna för att tillfredsställa publikens önskan att få höra dessa, som exempelvis "All Shook Up" och "That's All Right”, samtidigt som låtlistan hade utökats med några andra artisters hitlåtar som Elvis valde att göra coverversioner på. 
Dessa innefattade Joe Souths "Walk A Mile In My Shoes" och John Fogertys och Creedence Clearwater Revivals "Proud Mary". Elvis framförde Neil Diamonds "Sweet Caroline" och Tony Joe Whites swamp rock-låt "Polk Salad Annie".
I samband med denna Las Vegas-säsong passade RCA och Tom Parker på att spela in ytterligare ett livealbum, men denna gång med enbart nya låtar som aldrig tidigare givits ut av Elvis Presley. Detta var också ett av skälen till att Elvis Presley valde att framföra så många nya låtar. För Parker var det ett behändigt sätt att uppfylla RCA:s krav på tre album per år genom att spela in Elvis live på scen. Det var också ett billigt sätt att producera album, eftersom musikerna och inspelningslokalen redan var betalda. Dessutom medförde det att de som antingen inte hade råd eller möjlighet att åka till Las Vegas för att se Elvis uppträda, fick möjlighet att åtminstone genom musiken uppleva något av hans liveframträdanden. Den första Las Vegas-säsongen 1969 hade spelats in och givits ut på livealbumet Elvis in Person at the International Hotel, Las Vegas, Nevada. Nu skulle också låtar från den andra Las Vegas-säsongen ges ut på skiva, och den tredje i augusti 1970 skulle komma att dokumenteras till viss del i ljudformat på skivan That's the Way It Is och komma att visas på biograferna i dokumentärfilmen Elvis – That's the Way It Is.

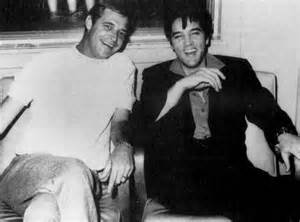
Producenten Felton Jarvis (till vänster) och Elvis Presley i RCA Studio B den 10 september 1967 under "Guitar Man"-sessionen.

Man lät därför sätta upp en inspelningsutrustning med 16 spår så att inspelningsteknikern Al Pachucki i samarbete med producenten Felton Jarvis kunde spela in valda delar från konserterna. Två problem uppkom dock när man började spela in midnattsshowen den 15 februari: Elvis var förkyld och hostade ibland under framförandena, och antalet tidigare outgivna låtar var för få för att man skulle kunna fylla ett helt album. Flera av de låtar som hade repeterats inför showen hade valts bort och därför lät man snabbt ordna en ny repetition den 18 februari där man stramade upp arrangemangen på de tidigare repeterade "See See Rider" och Ray Prices "Release Me" och övade in Ray Petersons "The Wonder of You", tre låtar som Glen D. Hardin hade skrivit nya arrangemang till kvällen innan. Redan under första showen samma dag spelades en master in av "The Wonder of You" medan mastrarna till de övriga två spelades in under midnattsshowen. Fortfarande saknades dock låtar till albumet, vilket Felton Jarvis löste genom att plocka två låtar från de inspelningar som gjordes under första Las Vegas-framträdandet 1969. Det var dels Del Shannons "Runaway", dels The Beatles "Yesterday".
I Nashville lät sedan Felton Jarvis och Al Pachucki mixa spåren, reparera delar av inspelningarna, framför allt på "The Wonder of You", där man lät ersätta backupgruppen "The Sweet Inspirations" sång med den från en grupp sångare från Nashville. Strax innan RCA gav ut On Stage lät man dock släppa budgetalbumet Let's Be Friends med en samling av mestadels outgivna filmlåtar; ett album som i kvalitet inte kunde mäta sig med de album som Elvis gav ut under den ordinarie RCA-etiketten och som visserligen generade intäkter men som mättade marknaden och undergrävde Elvis egen konstnärliga vision.

## Låtarna på skivan

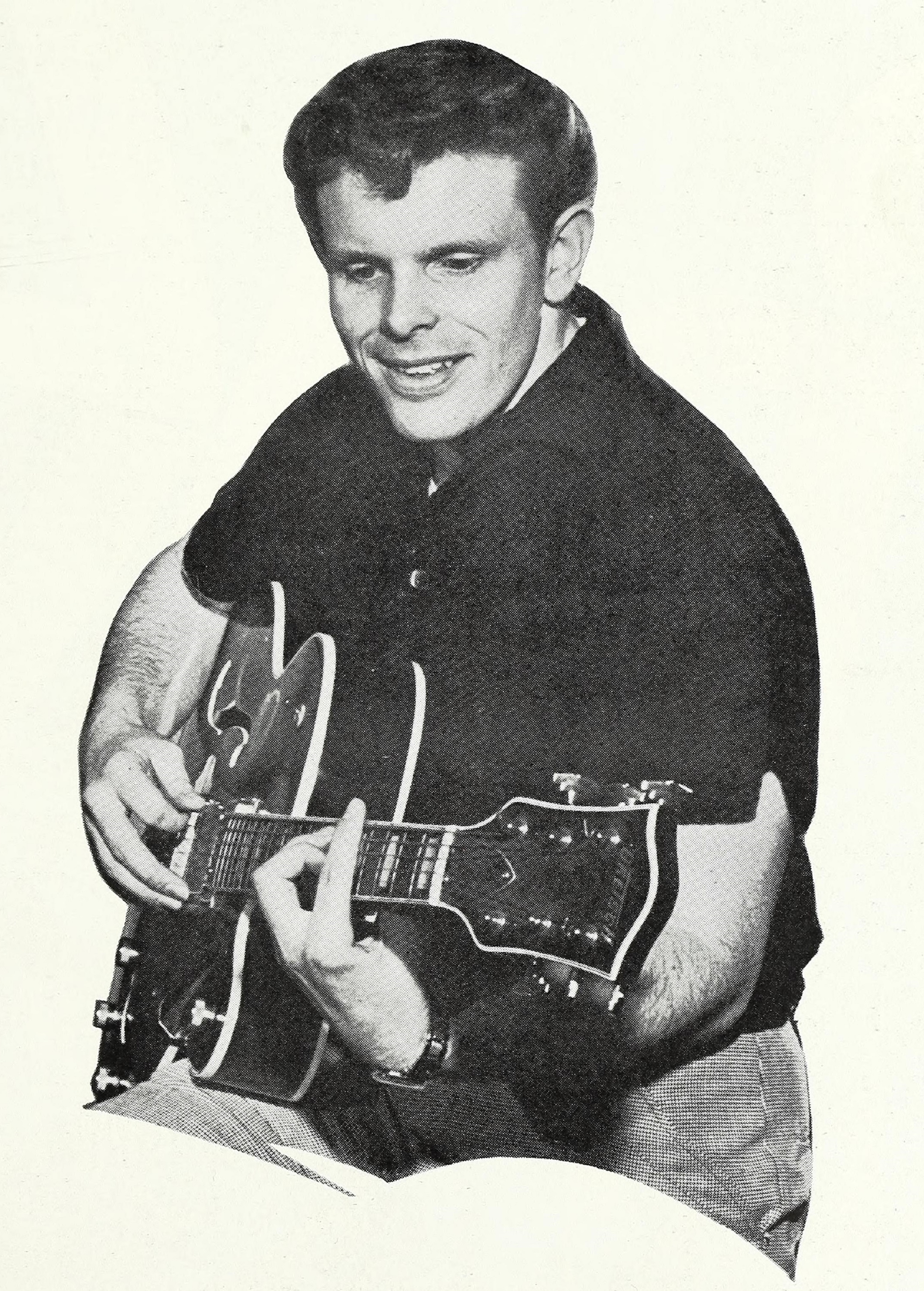
Del Shannon 1961, det år han hade en hit med "Runaway".

"See See Rider" fick inleda albumet och framöver skulle den också komma att bli Elvis standardöppningslåt på konserterna. Men vid denna tid introducerades låten och framfördes ungefär halvvägs in i föreställningarna. Låten hade troligen först spelats in av Ma Rainey 1924. Elvis hade gillat Chuck Willis version som hade toppat rhythm and blues-listan 1957, men han ökade låtens tempo rejält i förhållande till Willis version. Han förvandlade den till en ren rocklåt med ett arrangemang som tydligt var påverkat av LaVern Bakers version från 1962.
"Release Me" var en countryfavorit och både Kitty Wells och Ray Price hade nått framgång med låten 1954. Men också Esther Phillips hade spelat in den och toppat rhythm and blues-listan med den 1962, och Engelbert Humperdinck hade haft en världshit med låten 1967. Elvis framförde låten mer i rhythm and blues-stil i ett högre tempo med en bluesigare känsla, men han sjöng inte hela låten utan valde att upprepa den första versen om och om igen.
"Sweet Caroline" var en cover på Neil Diamonds hit, utan alltför stora förändringar gjorda. Elvis sjunger den bra på skivan i ett arrangemang som till den tredje säsongen i Las Vegas i augusti 1970, skulle uppdateras något. "Sweet Caroline" kom att bli en favorit hos Las Vegas-publiken.
"Runaway" hade spelats in den 25 augusti 1969 under den föregående Las Vegas-säsongen. Det var en cover på Del Shannons Billboard-listetta från 1961, och Elvis framförde den med en något större intensitet.
"The Wonder of You" skrevs av Baker Knight, och Ray Peterson fick en topp-40-placering med den på den amerikanska Billboardlistan år 1959. Elvis Presley spelade aldrig in den i studio utan framförde den i stället live för första gången i februari 1970. Den skulle komma att bli en enorm internationell hit för Elvis, och är den låt som inledde 1970-talets Elvis, med stora arrangemang och stor orkestrering parad med Elvis kraftfulla sång. Den har blivit en av Elvis mest kända inspelningar från 1970-talet, kanske också tack var den känslosamma texten.

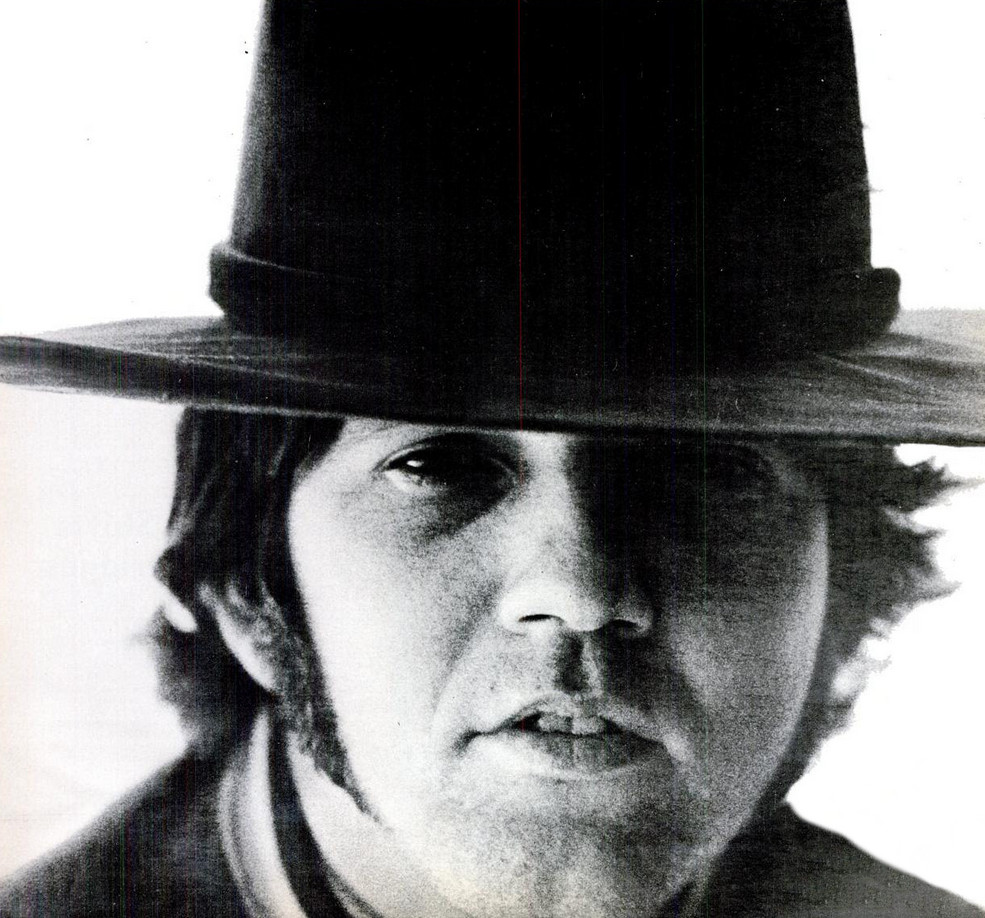
Tony Joe White, vars "Polk Salad Annie" Elvis förvandlade till en showstopper på sina konserter.

"Polk Salad Annie" inleder sidan två på On Stage-albumet. Under den första Las Vegas-säsongen 1969 hade Elvis förvandlat "Suspicious Minds" till en showstopper. Den andra säsongen, i januari–februari 1970, gjorde han detsamma med Tony Joe Whites senaste hit, "Polk Salad Annie". Låten framförs till ett stort arrangemang där Elvis sång underbyggs av såväl hans scenshow som en ständigt växande ljudmatta frambringad av hans band. Elvis version utgörs av en blandning av funk och gospel presenterat i ett modernt rockformat. Elvis skulle med tiden komma att framföra låten i ett allt högre tempo.
"Yesterday" var också en låt från första Las Vegas-säsongen, inspelad den 
25 augusti 1969. Ursprungligen framfördes den tillsammans med en annan Beatles-låt, "Hey Jude", där "na na na"-refrängen följde på "Yesterday". Denna avslutande del lät emellertid producenten Felton Jarvis klippa bort. Framförandet är vackert men ändå något intetsägande och arrangemanget tillför inte speciellt mycket nytt till låten.
"Proud Mary" är en rocklåt, men bakgrundssången från The Imperials och The Sweet Inspirations ger Elvis version en gospelkänsla. Arrangemanget skulle komma att ändras något med åren, och exempelvis på konserten i Madison Square Garden i juni 1972 framförde Elvis låten i ett högre tempo, och den har då fått en mer naturlig och bestämd rytm.

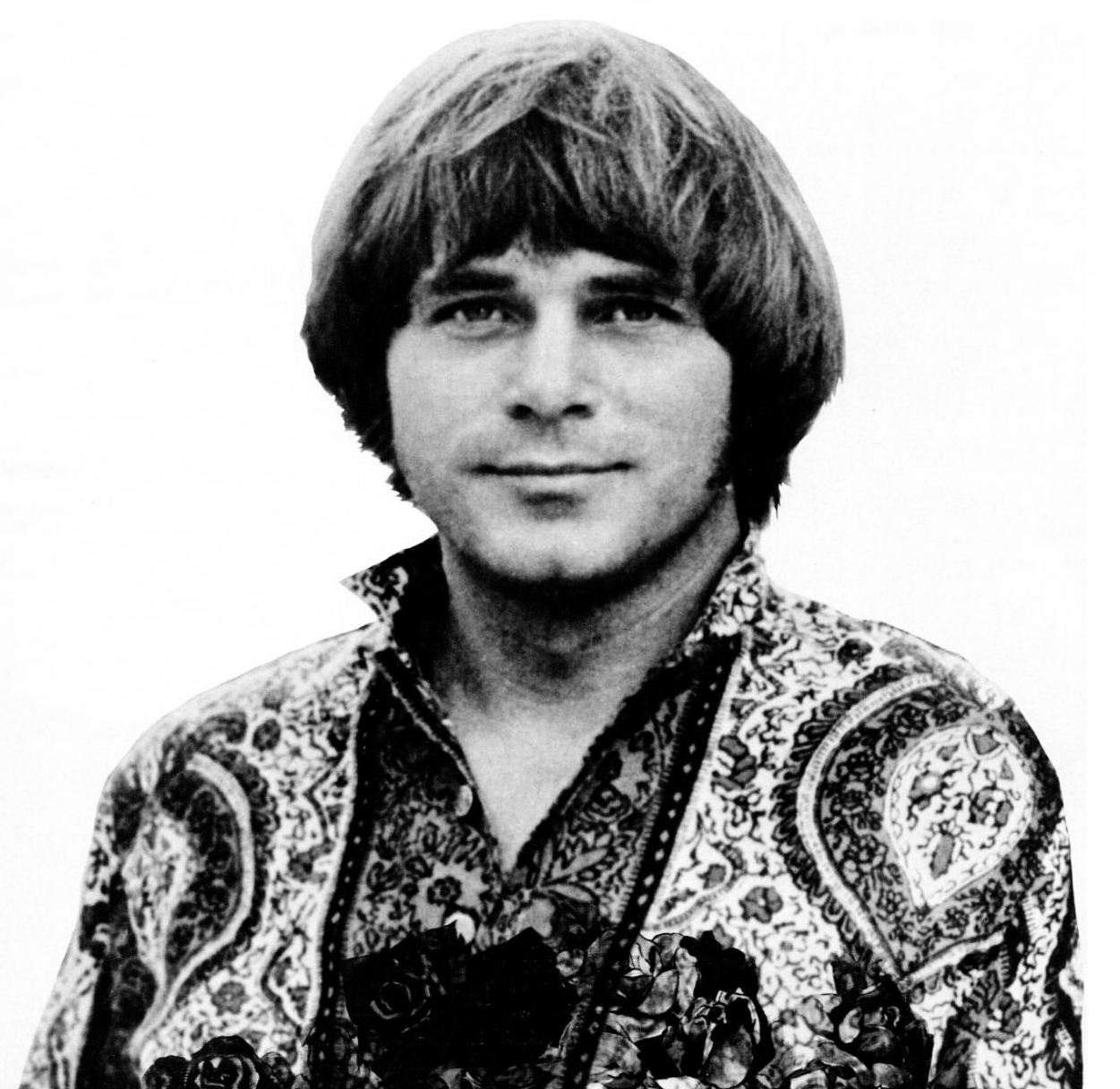
Joe South, vars "Walk a Mile in My Shoes" Elvis kom att framföra live 1970.

"Walk a Mile in My Shoes" är en låt av Joe South med ett budskap om tolerans och medkänsla och Elvis framförde den i en stil som innefattar både country och gospel. Elvis kom att framföra låten främst under denna Las Vegas-säsong, och sedan i ett något högre tempo några gånger under nästa säsong, den tredje i augusti 1970, för att sedan helt avlägsna den från spellistan. Under den tredje Las Vegas-säsongen brukade Elvis recitera några rader ur Hank Williams låt "Men With Broken Hearts" som inledning till låten. Och under denna andra säsong i Las Vegas, lät han den utan avbrott följas av In the Ghetto, vars budskap harmonierade med det i "Walk a Mile in My Shoes": "Now, there are people on reservations. And out in the ghetto" ("Det finns folk i reservaten och i gettot"). In the Ghetto togs dock inte med på On Stage-albumet. I likhet med ”The Wonder of You”, "Polk Salad Annie" och också andra låtar på skivan, skulle "Walk a Mile in My Shoes" komma att bli minst lika förknippad med Elvis som med originalartisterna.
"Let It Be Me" var albumets sista låt. Det var ursprungligen en fransk låt med titeln "Je t'appartiens" ("Jag tillhör dig") som fick en engelsk text och som i The Everly Brothers version 1960 blev topp-tio-placerad i USA. Den hade sedan dess spelats in av många artister. Elvis kan ha hämtat sin inspiration från Everly Brothers tolkning men lika gärna från Betty Everetts och Jerry Butlers, vilka 1964 nådde plats fem på topplistan i USA med sin version av låten. Elvis kom att framföra den endast under denna Las Vegas-säsong. Låten påminner i sin uppbyggnad och stämning om "The Wonder of You", men med ett arrangemang som är en aning mer dämpat och subtilt.

## Försäljning och listplaceringar

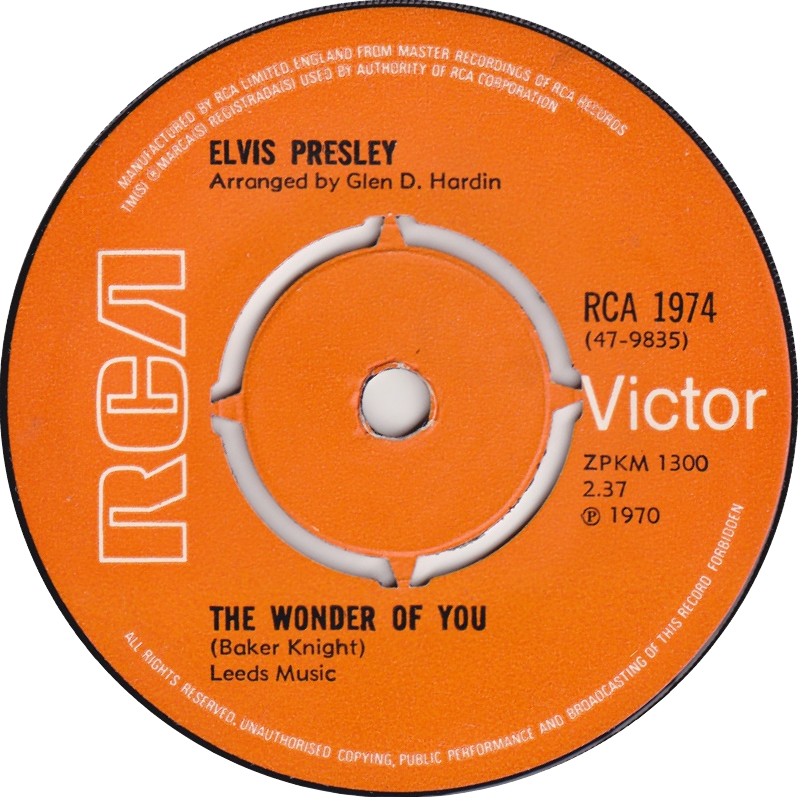
"The Wonder of You" av Elvis Presley på vinylsingel utgiven i Storbritannien, där den under sex veckor i augusti och september 1970 låg på första plats på singellistan.

On Stage – February 1970 nådde som bäst plats 13 på den amerikanska Billboard 200-listan, och plats 2 på den brittiska albumlistan. Albumet certifierades guld den 23 februari 1971 och platina, för en miljon sålda exemplar i USA, den 15 juli 1999 av Recording Industry Association of America (RIAA).
Två singlar släpptes från albumet. "The Wonder of You" släpptes tillsammans med "Mama Liked the Roses" den 20 april 1970, innan albumet hunnit utkomma. Den nådde som bäst plats 9 på Billboards Hot 100-lista, och sålde nästan en miljon exemplar. I Storbritannien nådde den första plats på UK Singles Chart, där den stannade i sex veckor. Senare, 1972 och 1973, släpptes "Polk Salad Annie" tillsammans med "See See Rider" som singel i Europa, och den nådde som bäst plats 23 på singellistan i Storbritannien.
Försäljningen av On Stage-albumet har ibland betraktats som en relativ motgång, sedd i ljuset av den framgång som de föregående albumen åtnjöt. Men albumet nådde trots allt plats 13 på Billboard 200-listan i USA och sålde ungefär lika mycket som de tre tidigare albumen. Det gav dessutom upphov till singeln "The Wonder of You" som blev topp-tio-placerad i USA och nådde förstaplatsen i Storbritannien. Även "Polk Salad Annie" blev en mindre hit utanför USA.

## Recensioner
On Stage-albumet fick blandade recensioner. Vissa kritiker uppskattade inte Elvis Presleys delvis ändrade musikaliska inriktning. Albert Goldman, som skrev för Life, var på premiärkvällen av Elvis Las Vegas-show, och han skrev att Elvis "glider genom ett urval av gamla låtar eller strosar genom omsorgsfullt packade arrangemang av sina nya hymner. Varje nummer avslutas med en klassisk pose – Elvis som Diskuskastaren, Elvis som Skytten, Elvis som den döende gallern."
Don Heckman skrev följande i The New York Times:
| ” | "Presley sjunger alltjämt bättre än de flesta av sina efterföljare, men att envist fortsätta att presentera honom med den typ av överdrivna musikaliska uppbackning som passar för en Las Vegas-produktion av Gamla testamentet, är inte precis det bästa sättet jag kan tänka mig för att visa upp hans färdigheter." | „ |

Andra hade en betydligt positivare syn på Elvis Presleys nya album. Jack Lloyd, som skrev i The Philadelphia Inquirer, menade att:
| ” | "Elvis koncentrerar sig på nyare material – nytt i hans repertoar, åtminstone. Och han får det att låta alldeles förträffligt ... Elvis återvänder inte helt och hållet till sina rötter ... men han kommer närmare dessa rötter än han har på många år, och det är uppenbart att han påverkas av och går igång på känsloyttringarna från en livepublik." | „ |

Och Lew Harris, rapporterande för Chicago Tribune, skrev angående On Stage-albumet att "detta är mycket bättre än live-delen av dubbelalbumet [Elvis in Person]; han försöker inte längre 'blåsa nytt liv i något', han sjunger – och sjunger bra." Bruce Eder menar att On Stage är ett av Elvis Presleys mest underskattade album. Han anser att kritikerna förbisåg det faktum att Elvis även denna gång backades upp av "samma förstklassiga band som under den föregående turnén", och att Elvis, fastän han gjorde cover på andra artisters låtar, "gjorde dem extremt bra" och utmärkte sig genom en "fantastisk prestation” och genom "att vara bättre än i stort sett alla andra i branschen, undantaget Roy Orbinson."

## Utgåvor
Albumet Elvis On Stage har efter att det utkom 1970 följts av flera nya utgåvor med betydligt mer material. År 1999 utkom albumet på cd, remastrat, och dessutom med sju bonusspår. År 2010 utkom en Legacy Edition på två cd:ar. Cd 1 innehöll originalalbumet On Stage med ytterligare tre liveinspelningar från samma shower och repetitionerna av "The Wonder of You" från den 18 februari 1970. Cd 2 innehöll däremot albumet Elvis in Person och därutöver sex bonusspår som också hade spelats in i augusti 1969 på International Hotel i Las Vegas. År 2012 utkom så ett album under "Follow That Dream"-etiketten, också det på två cd:ar. Cd 1 innehöll originalalbumet och därutöver ett antal inspelningar gjorda under Midnight Show den 18 februari 1970. CD 2 bestod av inspelningar gjorda dels under Dinner Show den 18 februari, dels under Midnight Show den 19 februari.

## Låtlista

### On Stage – Originalutgåvan 1970
| 1. | See See Rider     | Trad. Arr.: Elvis Presley                | 18 februari 1970 (MS) | 2:28 |
| 2. | Release Me        | Eddie Miller, Dub Williams, Robert Yount | 18 februari 1970 (MS) | 3:42 |
| 3. | Sweet Caroline    | Neil Diamond                             | 16 februari 1970 (DS) | 2:55 |
| 4. | Runaway           | Del Shannon, Max Crook                   | 25 augusti 1969 (DS)  | 3:05 |
| 5. | The Wonder of You | Baker Knight                             | 18 februari 1970 (DS) | 3:11 |

| 1.           | Polk Salad Annie        | Tony Joe White                              | 18 februari 1970 (MS) | 4:40  |
| 2.           | Yesterday               | Lennon–McCartney                            | 25 augusti 1969 (DS)  | 3:15  |
| 3.           | Proud Mary              | John Fogerty                                | 16 februari 1970 (DS) | 3:10  |
| 4.           | Walk a Mile in My Shoes | Joe South                                   | 19 februari 1970 (MS) | 3:16  |
| 5.           | Let It Be Me            | Gilbert Bécaud, Mann Curtis, Pierre Delanoë | 17 februari 1970 (MS) | 4:29  |
| Total längd: | Total längd:            | Total längd:                                | Total längd:          | 34:51 |

### On Stage, utökad utgåva på CD, 1999
| 1.           | See See Rider           | Trad. Arr.: Elvis Presley                      | 18 februari 1970 (MS) | 2:33  |
| 2.           | Release Me              | Eddie Miller, Dub Williams, Robert Yount       | 18 februari 1970 (MS) | 3:09  |
| 3.           | Sweet Caroline          | Neil Diamond                                   | 16 februari 1970 (DS) | 2:51  |
| 4.           | Runaway                 | Del Shannon, Max Crook                         | 23 augusti 1969 (MS)  | 2:18  |
| 5.           | The Wonder of You       | Baker Knight                                   | 18 februari 1970 (DS) | 2:51  |
| 6.           | Polk Salad Annie        | Tony Joe White                                 | 18 februari 1970 (MS) | 5:26  |
| 7.           | Yesterday/Hey Jude      | Lennon–McCartney                               | 25 augusti 1969 (DS)  | 4:39  |
| 8.           | Proud Mary              | John Fogerty                                   | 16 februari 1970 (DS) | 2:46  |
| 9.           | Walk a Mile in My Shoes | Joe South                                      | 19 februari 1970 (MS) | 2:49  |
| 10.          | In the Ghetto           | Mac Davis                                      | 19 februari 1970 (MS) | 2:45  |
| 11.          | Don't Cry Daddy         | Mac Davis                                      | 17 februari 1970 (MS) | 2:59  |
| 12.          | Kentucky Rain           | Eddie Rabbit                                   | 17 februari 1970 (MS) | 3:53  |
| 13.          | I Can't Stop Loving You | Don Gibson                                     | 19 februari 1970 (MS) | 2:21  |
| 14.          | Suspicious Minds        | Mark James                                     | 19 februari 1970 (MS) | 5:04  |
| 15.          | Long Tall Sally         | Robert Blackwell, Enotris Johnson, R. Penniman | 18 februari 1970 (MS) | 1:26  |
| 16.          | Let It Be Me            | Gilbert Bécaud, Mann Curtis, Pierre Delanoë    | 17 februari 1970 (MS) | 3:23  |
| Total längd: | Total längd:            | Total längd:                                   | Total längd:          | 51:13 |

### On Stage, Legacy Edition, 2 cd 2010
| 1.           | See See Rider                                           | Trad. Arr.: Elvis Presley                      | 18 februari 1970 (MS) | 3:06  |
| 2.           | Release Me                                              | Eddie Miller, Dub Williams, Robert Yount       | 18 februari 1970 (MS) | 3:11  |
| 3.           | Sweet Caroline                                          | Neil Diamond                                   | 16 februari 1970 (DS) | 2:43  |
| 4.           | Runaway                                                 | Del Shannon, Max Crook                         | 25 augusti 1969 (DS)  | 2:46  |
| 5.           | The Wonder of You                                       | Baker Knight                                   | 18 februari 1970 (DS) | 2:35  |
| 6.           | Polk Salad Annie                                        | Tony Joe White                                 | 18 februari 1970 (MS) | 5:33  |
| 7.           | Yesterday                                               | Lennon–McCartney                               | 25 augusti 1969 (DS)  | 2:27  |
| 8.           | Proud Mary                                              | John Fogerty                                   | 16 februari 1970 (DS) | 2:47  |
| 9.           | Walk a Mile in My Shoes                                 | Joe South                                      | 19 februari 1970 (MS) | 2:59  |
| 10.          | Let It Be Me Bonus Tracks                               | Gilbert Bécaud, Mann Curtis, Pierre Delanoë    | 17 februari 1970 (MS) | 3:42  |
| 11.          | Don't Cry Daddy                                         | Mac Davis                                      | 18 februari 1970 (MS) | 2:38  |
| 12.          | Kentucky Rain                                           | Eddie Rabbit, Dick Heard                       | 16 februari 1970 (DS) | 3:20  |
| 13.          | Long Tall Sally Rehearsal                               | Robert Blackwell, Enotris Johnson, R. Penniman | 18 februari 1970 (MS) | 1:35  |
| 14.          | The Wonder of You (Afternoon rehearsal – takes 2, 3, 4) | Baker Knight                                   | 18 februari 1970      | 6:58  |
| Total längd: | Total längd:                                            | Total längd:                                   | Total längd:          | 46:20 |

| 1.           | Blue Suede Shoes                        | Carl Perkins                                               | 25 augusti 1969 (MS) | 2:05  |
| 2.           | Johnny B. Goode                         | Chuck Berry                                                | 24 augusti 1969 (MS) | 2:20  |
| 3.           | All Shook Up                            | Otis Blackwell, Elvis Presley                              | 25 augusti 1969 (MS) | 2:07  |
| 4.           | Are You Lonesome Tonight?               | Lou Handman, Roy Turk                                      | 24 augusti 1969 (MS) | 3:15  |
| 5.           | Hound Dog                               | Jerry Leiber, Mike Stoller                                 | 25 augusti 1969 (MS) | 1:53  |
| 6.           | I Can't Stop Loving You                 | Don Gibson                                                 | 25 augusti 1969 (MS) | 3:19  |
| 7.           | My Babe                                 | Willie Dixon                                               | 25 augusti 1969 (MS) | 2:12  |
| 8.           | Mystery Train / Tiger Man               | Junior Parker / Joe Hill Louis, Sam Burns                  | 25 augusti 1969 (MS) | 3:45  |
| 9.           | Words                                   | Robin Gibb, Barry Gibb, Maurice Gibb                       | 25 augusti 1969 (MS) | 2:45  |
| 10.          | In the Ghetto                           | Mac Davis                                                  | 25 augusti 1969 (MS) | 2:56  |
| 11.          | Suspicious Minds                        | Mark James                                                 | 26 augusti 1969 (DS) | 7:45  |
| 12.          | Can't Help Falling in Love Bonus Tracks | George Weiss, Hugo Peretti, Luigi Creatore                 | 26 augusti 1969 (DS) | 2:15  |
| 13.          | I Got a Woman                           | Ray Charles, Renald Richard                                | 22 augusti 1969 (DS) | 2:39  |
| 14.          | Jailhouse Rock / Don't Be Cruel         | Jerry Leiber, Mike Stoller / Otis Blackwell, Elvis Presley | 22 augusti 1969 (DS) | 3:22  |
| 15.          | Heartbreak Hotel                        | Mae Axton, Tommy Durden, Elvis Presley                     | 22 augusti 1969 (DS) | 2:19  |
| 16.          | Baby, What Do You Want Me to Do         | Jimmy Reed                                                 | 22 augusti 1969 (DS) | 3:33  |
| 17.          | Reconsider Baby                         | Lowell Fulson                                              | 23 augusti 1969 (MS) | 3:17  |
| 18.          | Funny How Time Slips Away               | Willie Nelson                                              | 25 augusti 1969 (DS) | 2:38  |
| Total längd: | Total längd:                            | Total längd:                                               | Total längd:         | 54:25 |

### On Stage, FTD Records, 2 cd 2012
| 1.           | See See Rider                                         | Trad. Arr.: Elvis Presley                      | 18 februari 1970 (MS) | 3:06  |
| 2.           | Release Me                                            | Eddie Miller, Dub Williams, Robert Yount       | 18 februari 1970 (MS) | 3:19  |
| 3.           | Sweet Caroline                                        | Neil Diamond                                   | 16 februari 1970 (DS) | 2:38  |
| 4.           | Runaway                                               | Del Shannon, Max Crook                         | 25 augusti 1969 (DS)  | 2:44  |
| 5.           | The Wonder of You                                     | Baker Knight                                   | 18 februari 1970 (DS) | 2:43  |
| 6.           | Polk Salad Annie                                      | Tony Joe White                                 | 18 februari 1970 (MS) | 5:37  |
| 7.           | Yesterday                                             | Lennon–McCartney                               | 25 augusti 1969 (DS)  | 2:27  |
| 8.           | Proud Mary                                            | John Fogerty                                   | 16 februari 1970 (DS) | 2:47  |
| 9.           | Walk a Mile in My Shoes                               | Joe South                                      | 19 februari 1970 (MS) | 3:05  |
| 10.          | Let It Be Me The February 18 Midnight Show Recordings | Gilbert Bécaud, Mann Curtis, Pierre Delanoë    | 17 februari 1970 (MS) | 3:38  |
| 11.          | Long Tall Sally                                       | Robert Blackwell, Enotris Johnson, R. Penniman | 18 februari 1970 (MS) | 3:13  |
| 12.          | Don't Cry Daddy                                       | Mac Davis                                      | 18 februari 1970 (MS) | 2:52  |
| 13.          | Kentucky Rain                                         | Eddie Rabbit, Dick Heard                       | 18 februari 1970 (MS) | 3:18  |
| 14.          | Let It Be Me                                          | Gilbert Bécaud, Mann Curtis, Pierre Delanoë    | 18 februari 1970 (MS) | 3:17  |
| 15.          | I Can't Stop Loving You                               | Don Gibson                                     | 18 februari 1970 (MS) | 2:24  |
| 16.          | Walk a Mile in My Shoes                               | Joe South                                      | 18 februari 1970 (MS) | 2:54  |
| 17.          | The Wonder of You                                     | Baker Knight                                   | 18 februari 1970 (MS) | 3:02  |
| 18.          | Introductions                                         |                                                | 18 februari 1970 (MS) | 1:42  |
| 19.          | Suspicious Minds                                      | Mark James                                     | 18 februari 1970 (MS) | 5:13  |
| 20.          | Can't Help Falling in Love                            | George Weiss, Hugo Peretti, Luigi Creatore     | 18 februari 1970 (MS) | 1:57  |
| Total längd: | Total längd:                                          | Total längd:                                   | Total längd:          | 61:56 |

| 1.           | Long Tall Sally                                           | Robert Blackwell, Enotris Johnson, R. Penniman | 18 februari 1970 (DS) | 2:58  |
| 2.           | Don't Cry Daddy                                           | Mac Davis                                      | 18 februari 1970 (DS) | 2:32  |
| 3.           | Walk a Mile in My Shoes                                   | Joe South                                      | 18 februari 1970 (DS) | 2:06  |
| 4.           | Release Me                                                | Eddie Miller, Dub Williams, Robert Yount       | 18 februari 1970 (DS) | 2:53  |
| 5.           | Polk Salad Annie The February 19 Midnight Show Recordings | Tony Joe White                                 | 18 februari 1970 (DS) | 4:48  |
| 6.           | Long Tall Sally                                           | Robert Blackwell, Enotris Johnson, R. Penniman | 19 februari 1970 (MS) | 2:08  |
| 7.           | Don't Cry Daddy                                           | Mac Davis                                      | 19 februari 1970 (MS) | 3:28  |
| 8.           | Hound Dog                                                 | Jerry Leiber, Mike Stoller                     | 19 februari 1970 (MS) | 2:19  |
| 9.           | Love Me Tender                                            | Vera Matson, Elvis Presley                     | 19 februari 1970 (MS) | 3:11  |
| 10.          | Kentucky Rain                                             | Eddie Rabbit                                   | 19 februari 1970 (MS) | 3:13  |
| 11.          | Let It Be Me                                              | Gilbert Bécaud, Mann Curtis, Pierre Delanoë    | 19 februari 1970 (MS) | 3:28  |
| 12.          | I Can't Stop Loving You                                   | Don Gibson                                     | 19 februari 1970 (MS) | 2:51  |
| 13.          | Walk a Mile in My Shoes                                   | Joe South                                      | 19 februari 1970 (MS) | 2:49  |
| 14.          | In the Ghetto                                             | Mac Davis                                      | 19 februari 1970 (MS) | 3:07  |
| 15.          | The Wonder of You                                         | Baker Knight                                   | 19 februari 1970 (MS) | 3:18  |
| 16.          | Release Me                                                | Eddie Miller, Dub Williams, Robert Yount       | 19 februari 1970 (MS) | 3:11  |
| 17.          | Polk Salad Annie                                          | Tony Joe White                                 | 19 februari 1970 (MS) | 7:46  |
| 18.          | Introductions                                             |                                                | 19 februari 1970 (MS) | 2:12  |
| 19.          | Suspicious Minds                                          | Mark James                                     | 19 februari 1970 (MS) | 5:06  |
| 20.          | Can't Help Falling in Love                                | George Weiss, Hugo Peretti, Luigi Creatore     | 19 februari 1970 (MS) | 2:03  |
| Total längd: | Total längd:                                              | Total längd:                                   | Total längd:          | 65:27 |